# Wanderup
Wanderup település Németországban, Schleswig-Holstein tartományban. Lakosainak száma 2698 fő (2023. december 31.). Wanderup Oeversee és Tarp községekkel határos.

## Népesség
A település népességének változása:
| Lakosok száma | 1623 | 2497 | 2498 | 2613 | 2668 | 2698 |
|               | 1975 | 2017 | 2019 | 2021 | 2022 | 2023 |